# Hannelore Grimm (Psychologin)
Hannelore Grimm (* 1940 in Stuttgart) ist eine deutsche Psychologin. Sie war Professorin für Allgemeine und Entwicklungspsychologie an der Universität Bielefeld.

## Biografie
Hannelore Grimm machte in Göppingen Abitur; studierte Psychologie an der Universität Heidelberg. Im Jahr 1971 promovierte sie mit den Nebenfächern Linguistik und Psychiatrie. 1977 hat sie sich in Heidelberg habilitiert. Sie hatte anschließend ein Heisenberg-Stipendium und war Forschungsassistentin. Von 1985 bis 2004 war sie Professorin für Psychologie an der Universität Bielefeld. 
Ihre Forschungsschwerpunkte sind:
- Theorie und Praxis der normalen und pathologischen Sprachentwicklung
- Sprachentwicklungsdiagnostik und Sprachförderung